# Деалу Спиреј (Горж)
Деалу Спиреј (рум. Dealu Spirei) насеље је у Румунији у округу Горж у општини Капрени. Oпштина се налази на надморској висини од 218 m.

## Становништво
Према подацима из 2002. године у насељу је живело 14 становника, од којих су сви румунске националности.